# Regionalwahl im Aostatal 1959
Die Regionalwahl im Aostatal 1959 fand am 17. Mai statt.

## Wahlergebnis
| Listen            | Listen                                               | Stimmen | %    | Mandate |
| ----------------- | ---------------------------------------------------- | ------- | ---- | ------- |
|                   | Leone rampante (PCI – PSI – UV)                      | 30.214  | 51,4 | 25      |
|                   | Concentrazione Partiti Demcoratici (DC – PLI – PSDI) | 28.539  | 48,6 | 10      |
| Gesamt            | Gesamt                                               | 58.753  | 100  | 35      |
|                   |                                                      |         |      |         |
| Ungültige Stimmen | Ungültige Stimmen                                    | 4.131   | 6,6  |         |
| Wähler            | Wähler                                               | 62.884  | 91,1 |         |
| Wahlberechtigte   | Wahlberechtigte                                      | 69.045  |      |         |